# 박회림
박회림(1991년 7월 11일 ~ )은 대한민국의 테너 성악가, 뮤지컬 배우다. 2016년 오페라 Il piccolo spazzacamino로 데뷔했다. 그의 대표작은 이탈리아 오페라 Il Frankenstein(Dottor Victor Frankenstein 배역), 카르멘(돈 호세 배역) 및 앤드루 로이드 웨버의 뮤지컬 오페라의 유령(피앙지 배역, 한국 레플리카 프로덕션)을 포함한다.

## 콩쿠르 수상 경력
박회림은 고등학교 재학 중 음악춘추 콩쿠르, 성정음악콩쿠르 3위 및 한국 성악 콩쿠르 1위를 수상하여 성악 테너로서의 실력을, 한국 독일가곡 협회 콩쿠르 및 슈베르트 가곡 콩쿠르 등 가곡에 대한 실력을 입증하였다. 서울대학교 재학 중 비냐스 국제성악콩쿠르에서 Premio Junior 2위 및 'Dalton Baldwin' 특별상을 수상하였다. 또한 그는 2022년 알카모 국제 성악콩쿠르에서 1위를 차지하였다.

### 수상 목록
| 년도 | 수상                                                             |
| ---- | ---------------------------------------------------------------- |
| 2007 | 제2회 독일 피터스 음악 콩쿠르 2위                                |
| 2008 | 음악춘추 콩쿠르 3위                                              |
| 2008 | 이화경향 콩쿠르 3위                                              |
| 2008 | 음악저널 콩쿠르 3위                                              |
| 2008 | 성정 전국 음악 콩쿠르 3위                                        |
| 2009 | 용인 음악협회 콩쿠르 1위                                         |
| 2009 | 한국 음악협회 콩쿠르 1위                                         |
| 2009 | 한국 성악 콩쿠르(구 이대웅 콩쿠르) 1위                           |
| 2012 | 한국 독일가곡 협회 콩쿠르 2위                                    |
| 2012 | 슈베르트 가곡 콩쿠르 1위                                         |
| 2013 | 비냐스 국제성악콩쿠르 Premio Junior 2위, 'Dalton Baldwin' 특별상 |
| 2022 | 알카모 국제 성악콩쿠르 1위, 5개 특별상                           |

## 오페라 경력
박회림은 2016년 오페라 Il piccolo spazzacamino로 데뷔했다. 밀라노 베르디 국립음악원 석사 과정 재학 중 오페라 피가로의 결혼의 돈 바실리오 역을 수행했으며, 오페라 Vent du soir에서는 연기와 노래가 까다로운 용감한 토끼 배역을 잘 수행했다는 평을 받았다. 그는 마지오 무지칼레 피오렌티노 극장의 Young Artist Program에 선발되어 여러 오페라에 참여하였다. 또한 2022년 오페라 두사람의 포스카리에서 그는 플라시도 도밍고와 공연했으며, 바르바리고 역을 위엄 있게 수행했다는 평을 받았다.
| 날짜       | 날짜       | 제목                    | 작곡가                     | 장소                                              | 배역                   | 지휘자                         |
| 시작일     | 종료일     | 제목                    | 작곡가                     | 장소                                              | 배역                   | 지휘자                         |
| ---------- | ---------- | ----------------------- | -------------------------- | ------------------------------------------------- | ---------------------- | ------------------------------ |
| 2016.03.11 |            | Il piccolo spazzacamino | 벤저민 브리튼              | 리리코 극장, 마젠타, 이탈리아                     | 알프레도               | Bruno Casoni                   |
| 2016.05.07 | 2016.05.08 | 피가로의 결혼           | 볼프강 아마데우스 모차르트 | 베르디 홀, 베르디 국립음악원, 밀라노, 이탈리아    | 돈 바실리오            | Matteo Beltrami                |
| 2016.11.18 | 2016.11.24 | Vent du soir            | 자크 오펜바흐              | 골도니 극장, 피렌체, 이탈리아                     | 용감한 토끼            | Silvia Spinnato                |
| 2017.02.21 | 2017.02.26 | Il Frankenstein         | Michele Della Valentina    | 골도니 극장, 피렌체, 이탈리아                     | 빅터 프랑켄슈타인 박사 | Nicola Paszkowski              |
| 2017.06.16 | 2017.07.01 | 라 트라비아타           | 주세페 베르디              | 피티궁전, 피렌체, 이탈리아                        | 레토리에르 자작 가스통 | Sebastiano Rolli               |
| 2017.09.22 | 2017.10.01 | 토스카                  | 자코모 푸치니              | 마지오 무지칼레 피오렌티노 극장, 피렌체, 이탈리아 | 스폴레타               | Valerio Galli                  |
| 2017.10.17 | 2017.10.25 | 제비                    | 자코모 푸치니              | 마지오 무지칼레 피오렌티노 극장, 피렌체, 이탈리아 | 고빈                   | Valerio Galli                  |
| 2017.11.19 | 2017.12.02 | 라 트라비아타           | 주세페 베르디              | 마지오 무지칼레 피오렌티노 극장, 피렌체, 이탈리아 | 레토리에르 자작 가스통 | John Axelrod, Sebastiano Rolli |
| 2018.01.25 | 2018.02.01 | 카르멘                  | 조르주 비제                | 골도니 극장, 피렌체, 이탈리아                     | 돈 호세                | Giuseppe La Malfa              |
| 2018.05.22 | 2018.05.31 | 레냐노 전투             | 주세페 베르디              | 마지오 무지칼레 피오렌티노 극장, 피렌체, 이탈리아 | 아리고의 종자/전령     | Renato Palumbo                 |
| 2018.06.19 | 2018.06.23 | 죄수                    | 루이지 달라피콜라          | 마지오 무지칼레 피오렌티노 극장, 피렌체, 이탈리아 | 제 1 사제              | Michael Boder                  |
| 2022.05.22 | 2022.06.03 | 두 사람의 포스카리      | 주세페 베르디              | 마지오 무지칼레 피오렌티노 극장, 피렌체, 이탈리아 | 바르바리고             | Carlo Rizzi                    |

## 콘서트
박회림은 이탈리아 피렌체의 마지오 무지칼레 피오렌티노 극장 Young Artist Program을 통해 Al canto, al ballo, Concerto Di Natale 2016 등의 공연에 참여하였다. 또한 밀라노 두오모 광장과 토리노 산 카를로 광장에서 베토벤 교향곡 No.9 D단조 op.125, 합창 공연에 테너 솔리스트로 참여하였다.
박회림은 2019년 솔로 콘서트를 계기로 대한민국에서의 활동을 본격적으로 시작하였다. 서울 국제아트홀에서 열린 콘서트에서 그는 피가로의 결혼 4막 아리아 "In quegli anni, in cui val poco", 슈베르트의 “Im Frühling,” 윤학준의 “잔향,” 김효근의 “삶이 그대를 속일지라도” 등을 연주했다. 또한 봄의 소리 콘서트와 김주택과 정태양의 오페라 오페라에서 콘서트 형식의 람메르무어의 루치아를 공연하였다. 팬텀싱어 4 종료 후에는 박준범, 이한범, 김우성과 함께 여러 차례 콘서트를 개최하였으며, 솔로 콘서트와 다양한 콘서트를 통해 관객과 만나고 있다.
| 날짜                  | 형태           | 제목                                                              | 장소                                                 | Featuring |
| --------------------- | -------------- | ----------------------------------------------------------------- | ---------------------------------------------------- | --- |
| 2016.10.25-2016.10.30 | 가족 오페라 쇼 | Al canto, al ballo                                                | 골도니 극장, 피렌체, 이탈리아                        | Carlomoreno Volpini (conductor), Eleonora Bellocci, Giada Frasconi, William Hernandez                        |
| 2016.12.23            | 콘서트         | Concerto Di Natale 2016                                           | 마지오 무지칼레 피오렌티노 극장, 피렌체, 이탈리아    | Lorenzo Fratini                                                                                              |
| 2017.09.09            | 오라토리오     | 베토벤 교향곡 No.9 D단조 op.125, 합창                             | 두오모 광장, 밀라노, 이탈리아                        | Daniele Rustioni                                                                                             |
| 2017.09.10            | 오라토리오     | 베토벤 교향곡 No.9 D단조 op.125, 합창                             | 산 카를로 광장, 토리노, 이탈리아                     | Daniele Rustioni                                                                                             |
| 2018.03.15-2018.03.16 | 교육용 오페라  | 카르멘 (돈 호세 배역)                                             | 코치아 극장, 노바라, 이탈리아                        | |
| 2019.03.16            | 리사이틀       | 테너 박회림 독창회                                                | 국제아트홀, 서울, 대한민국                           | |
| 2021.05.01            | 콘서트         | 2021년 제1회 서혜연 교수와 함께하는 박물관 토요음악회 <봄의 소리> | 서울역사박물관, 서울, 대한민국                       | 서혜연, 손지수, 김동수, 박종화, 고승희, 박은혜                                                               |
| 2022.11.13            | 오페라 콘서트  | 김주택과 정태양의 오페라 오페라 (람메르무어의 루치아)             | 예술의 전당 IBK 챔버홀, 서울, 대한민국               | 김주택, 정태양, 박소영, 구본수                                                                               |
| 2023.06.25            | 콘서트         | 더 콘서트 with 팬텀 히어로즈                                      | 성남아트센터 오페라 하우스, 성남시, 대한민국         | 박준범, 이한범, 김우성                                                                                       |
| 2023.11.30            | 콘서트         | 한빛예술단의 Grazia                                               | 영산아트홀, 서울, 대한민국                           | 강준민 |
| 2023.12.06            | 콘서트         | 제10회 충주시민 한마음음악회 "더 팬텀 오브 포 맨"                 | 충주문화센터, 충주, 대한민국                         | 박준범, 이한범, 김우성                                                                                       |
| 2023.12.09            | 콘서트         | 팬텀히어로즈의 크리스마스 선물                                    | 성남아트센터 콘서트홀, 성남시, 대한민국              | 박준범, 이한범, 김우성                                                                                       |
| 2024.04.20            | 리사이틀       | 飛上, 테너 림팍 솔로 콘서트                                       | 푸르지오 아트홀, 서울, 대한민국                      | 이한범 |
| 2024.04.26            | 개막 콘서트    | 이천도자기축제 개막식                                             | 이천도자예술마을 예스파크 대공연장, 이천시, 대한민국 | 문재원, 최정원                                                                                               |
| 2024.05.14            | 콘서트         | 이천시 교원을 위한 힐링음악회                                     | 이천아트홀 대공연장, 이천시, 대한민국                | 문재원, 최정원                                                                                               |
| 2024.06.19            | 콘서트         | 4인 4색 콘서트                                                    | 구리아트홀 코스모스 대극장, 구리시, 대한민국         | 최정원, 김순희, 곽상훈                                                                                       |
| 2024.07.25            | 콘서트         | 부산월드 시네마 콘서트                                            | 부산문화회관 대극장, 부산, 대한민국                  | 김봉미, 최정원, 최예은, 허종훈, 이기쁨, 백지운                                                               |
| 2024.08.27            | 콘서트         | 선화예술고등학교 개교 50주년 기념 관현악 정기연주회               | 롯데콘서트홀, 서울, 대한민국                         | 강창우(지휘), 조성은, 김성원, 안태현, 강혜정, 김선정, 김주택                                                 |
| 2024.08.29            | 콘서트         | 한빛예술단의 Joyful Fantasy                                       | 예술의 전당 콘서트홀, 서울, 대한민국                 | 강유경, 김지선, 윤석현, 최정원, 미샤 에마노브스키, 전해별                                                    |
| 2024.10.01            | 콘서트         | 선화예술중고등학교 개교 50주년 기념 동문음악회                    | 롯데콘서트홀, 서울, 대한민국                         | 김유원(지휘), 원재연, 박미자, 강혜정, 박성희, 한경성, 김주희, 변지영, 최은석, 김주택, 권서경, 김태규, 길병민 |
| 2024.11.02            | 콘서트         | 수도토요 음악회                                                   | 수도중앙교회                                         | 김주택, 조병익                                                                                               |
| 2024.11.08.           | 콘서트         | 국립합창단 <전쟁 그리고 평화>                                     | 과천시민회관 대극장                                  | 민인기(지휘), 국립합창단, 라퓨즈필하모닉오케스트라, 이혜정, 최정원, 김순영, 사무엘윤                         |
| 2024.11.19.           | 콘서트         | 국립합창단 <전쟁 그리고 평화>                                     | 제주아트센터                                         | 민인기(지휘), 이혜정, 백재은, 사무엘윤, 정민호, 국립합창단, 라퓨즈플레이어즈그룹                             |
| 2024.11.23.           | 콘서트         | 이천문화재단x국립합창단 공동주최 '전쟁 그리고 평화'               | 이천아트홀 대공연장                                  | 민인기(지휘), 이혜정, 백재은, 이응, 정민호, 국립합창단, 라퓨즈필하모닉오케스트라                             |
| 2025.02.06            | 콘서트         | 바이오스타와 함께 하는 사운드 오브 그레이스 <신년음악회>          | 극동방송 아트홀                                      | 최정원, 김주택, 로벤 스트링 콰르텟 & 하쥬리밴드                                                              |

## 팬텀싱어 4(TV 프로그램)
박회림은 이탈리아에서 사용하는 이름 림팍으로 JTBC 팬텀싱어 4 (2023)에 참가하였다. 예선에서 그는 마이크와 멀리 떨어져서 폭발적인 성량과 풍부한 표현력으로 나폴리 민요 "Torna a surriento (돌아오라 소렌토)"를 불렀다. 본선 1라운드 포지션 배틀에서 테너 서영택과 "D'istinto e di cuore"를 선곡하여 대결을 잊을 정도의 하모니를 보여주었다. 림팍의 풍성한 미성과 서영택의 칼칼한 음성이 청량감 있게 터지며 단단하게 어울렸으며, 박회림은 대결에서 승리하였다. 본선 2라운드인 2:2 듀엣 대결에서는 신은총과 듀오로 "You'll See My Face"를 불렀는데, 초반에 가볍고 상쾌하게 시작하여 점점 웅장해지다가 중 후반부 ‘face’의 끝 고음을 약 18초 동안 끄는 저력을 보여주었다. 본선 3라운드인 트리오 대결에서 "Requiem"을 선곡하여 가요 발성의 저음과 십여 초간 이어진 단단한 고음으로 팀의 하모니를 이루었으며 8팀 중 4위를 차지하였다. 이어진 첫 번째 콰르텟 대결에서 "Vete"를 선보였으나 16인에 들어가지 못하고 탈락하였다.
| 경연                             | 제목                 | notes                       |
| -------------------------------- | -------------------- | --------------------------- |
| 예선                             | Torna a surriento    | 프로듀서 만장일치 합격      |
| 본선 1라운드: 포지션 배틀        | D'istinto e di cuore | with 서영택                 |
| 본선 2라운드: 2:2 듀엣 대결      | You'll See My Face   | with 신은총                 |
| 본선 3라운드: 트리오 대결        | Requiem              | with 신은총, 오스틴킴       |
| 본선 4라운드: 첫 번째 4중창 대결 | Vete                 | with 박준범, 김성현, 김우성 |

## 뮤지컬
이탈리아 피렌체를 중심으로 활약하는 박회림은 뮤지컬 오페라의 유령의 피앙지 역으로 뮤지컬에 데뷔했다. 부산 공연 3회를 제외하고 모든 공연에 참여하여, 총 308회 무대에 올랐다.
| 날짜                    | 제목          | 배역   | 공연장             | 공연 횟수 |
| ----------------------- | ------------- | ------ | ------------------ | --------- |
| 2023.03.25 - 2023.06.18 | 오페라의 유령 | 피앙지 | 드림씨어터, 부산   | 97        |
| 2023.07.21 - 2023.11.19 | 오페라의 유령 | 피앙지 | 샤롯데씨어터, 서울 | 153       |
| 2023.12.22 - 2024.02.04 | 오페라의 유령 | 피앙지 | 계명아트센터, 대구 | 58        |

## 음반

### 참여음반
| 제목                   | 년도 | 세부사항         | 세부사항                                                                    |
| ---------------------- | ---- | ---------------- | --------------------------------------------------------------------------- |
| "D'istinto e di cuore" | 2023 | 팬텀싱어4, Ep 1  | - 발매: 카카오엔터테인먼트 - 기획: 스튜디오잼, (주)쇼플레이 - Flac 16/24bit |
| "You'll See My Face"   | 2023 | 팬텀싱어4, Ep 3  | - 발매: 카카오엔터테인먼트 - 기획: 스튜디오잼, (주)쇼플레이 - Flac 16/24bit |
| "Vete"                 | 2023 | 팬텀싱어4, Ep 11 | - 발매: 카카오엔터테인먼트 - 기획: 스튜디오잼, (주)쇼플레이 - Flac 16/24bit |

## TV와 미디어
| 날짜                    | 방송사       | 제목                                                       | 부제/회차 | 곡명(작곡가)                                          | Featuring                                                                         |
| ----------------------- | ------------ | ---------------------------------------------------------- | --------- | ----------------------------------------------------- | --------------------------------------------------------------------------------- |
| 2023.03.10 - 2023.04.28 | JTBC         | 팬텀싱어 4                                                 | 고정 출연 |                                                       |                                                                                   |
| 2024.11.14              | SBS          | 문화가중계: 선화예술중고등학교 개교 50주년 기념 동문음악회 | 946회     | Canzone medley, 베토벤 교향곡 9번 4악장 ‘환희의 송가’ | 박미자, 강혜정, 강서경, 한경성, 변지영, 오스틴 김, 최은석, 권서경, 김주택, 길병민 |
| 2024.11.24              | 한경 arte TV | 당신이 있는 그곳, 오페라 하우스 시즌2                      | 5회       | Un Amore Cosi Grande, You Raise Me Up                 | 한수진, 홍혜란, 김주택, 최원휘, 정태양                                            |

## 인터뷰 및 기사
| 날짜       | 제목 | 매체                                          |
| ---------- | --- | --------------------------------------------- |
| 2017.09.26 | Gran Canaria unveils new young opera talents to the world at the final of VI Concurso Internacional de Canto Alfredo Kraus | Concurso Internacional de Canto Alfredo Kraus |
| 2021.04.30 | 서울역사박물관에서 즐기는 '봄 음악회'                                                                                      | 우리문화신문                                  |
| 2022.12.26 | 뮤지컬 ‘오페라의 유령’, 새로운 역사 써낼 한국어 공연 전 캐스팅 공개…꿈의 무대를 향해 모인 42명의 주역                      | 한경                                          |
| 2022.12.28 | 뮤지컬 오페라의 유령', 주역들 생생한 소감 전해                                                                             | 국제뉴스                                      |
| 2023.03.24 | 팬텀싱어4' 예선 통과 참가자 림팍ㆍ서영택ㆍ노현우ㆍ이승민ㆍ이한범, 탈락 걸린 포지션 배틀…심사위원 마음 훔친 합격자 누구?    | 비즈엔터                                      |
| 2023.03.25 | 팬텀싱어4' 김수인·림팍·노현우, 본선 2라운드 직행…실력자 진검승부                                                           | 싱글리스트                                    |
| 2023.03.25 | 팬텀싱어4', 본선 진출 합격자 공개…조진호 추가합격                                                                          | 톱스타뉴스                                    |
| 2023.03.26 | ‘오페라의 유령’, 부산서 30일 개막…조승우 등 41인 시츠프로브 공개                                                           | zum 뉴스                                      |
| 2023.03.26 | 팬텀싱어4' 바리톤 3인방, 림팍·서영택 첫 음원 공개                                                                          | 이데일리                                      |
| 2023.04.07 | 신은총X림팍,'수정같은 목소리' 극찬 속 '21점차'로 노현우X서영택에 승리 (팬텀싱어4)                                          | 헤럴드POP                                     |
| 2023.04.12 | 오페라의유령' 韓공연 진귀한 150만 돌파…13일 세리머니                                                                       | JTBCnews                                      |
| 2023.05.05 | ‘팬텀싱어4’ 이탈리아 국영방송 뉴스 진출 ‘글로벌 인기’                                                                      | 뉴스엔                                        |
| 2023.05.06 | 팬텀싱어4' 안민수-림팍-신은총-김광진 4라운드 탈락…최고 시청률 터졌다                                                       | SPOTV NEWS                                    |
| 2023.06.14 | 깊은 울'림'이 있는 아름다운 목소리, 테너 림팍(박회림, Rim Park)                                                            | 주간인물                                      |
| 2023.11.29 | 예술과 감동의 만남, D&LU프로젝트 'GRAZIA' 콘서트 열려                                                                      | 잡포스트                                      |
| 2024.01.10 | 시각장애인 예비음악인 발굴ㆍ육성 프로그램, ‘D&LU 프로젝트’ 성료                                                            | 서울문화투데이                                |
| 2024.04.22 | "자연에서 도자기가 피어나다"…25일부터 이천도자기축제                                                                       | 뉴스1                                         |
| 2024.05.02 | 자연 속에 핀 이천도자기축제… 관람객 오감만족으로 ‘충분’                                                                    | 중부일보                                      |
| 2024.06.14 | 구리시오페라단, <콘서트 4인 4색> 개최                                                                                      | 브릿지경제                                    |
| 2024.06.17 | 구리 무대 오르는 ‘성악계 빅4’ 일상의 피로 날린다                                                                           | 기호일보                                      |
| 2024.08.29 | 클래식 선율 속 자유로움이 돋보이는 특별한 무대, 8월 서울 예술의전당 콘서트 개최                                            | MBN                                           |
| 2024.09.11 | ‘한빛예술단, Joyful Fantasy’연주회 성료...시각장애 연주자가 뛰어넘은 한계의 빛                                             | 문화뉴스                                      |